# Mary Catherine Garrison
Pour les articles homonymes, voir Long.
Mary Catherine Garrison est une actrice américaine née le 19 décembre 1973 à Clarksdale au Mississippi.

## Filmographie

### Cinéma
- 2002 : Moonlight Mile : Caroline
- 2002 : Flowers : Anna
- 2003 : How to Deal : Ashley Martin
- 2013 : The Caterpillar's Kimono : Marion
- 2013 : New York Melody : Jill

### Télévision
- 1996 : Flic de mon cœur : Alana Fontaine (1 épisode)
- 2000 : The Man Who Came to Dinner : June Stanley
- 2001 : New York, police judiciaire : Claire Jarrell (1 épisode)
- 2001 : New York 911 : Mme Knowlins (1 épisode)
- 2003 : The Partners : Holly Flynn
- 2005 : Inconceivable : Marissa Jaffee
- 2008 : Lipstick Jungle : Les Reines de Manhattan : Lily Mason (1 épisode)
- 2009 : Flight of the Conchords (1 épisode)
- 2009 : 30 Rock : Erin (1 épisode)
- 2009 : The Good Wife : Carole Demory (1 épisode)
- 2013 : Veep : Sophie Brookheimer (2 épisodes)